# Jeunesse sportive Passirac
 (juillet 2017).
Si vous disposez d'ouvrages ou d'articles de référence ou si vous connaissez des sites web de qualité traitant du thème abordé ici, merci de compléter l'article en donnant les références utiles à sa vérifiabilité et en les liant à la section « Notes et références ».
La Jeunesse sportive Passirac est un club de football féminin français basé à Passirac. 
Les Passiracaises ont évolué une saison en première division lors de la saison 1988-1989. 
L'équipe fanion du club évolue aujourd'hui dans les divisions départementales du district du Charente.

## Palmarès
Le tableau suivant liste le palmarès du club actualisé à l'issue de la saison 2011-2012 dans les différentes compétitions officielles au niveau national et régional.
| Compétitions régionales     | Équipes de jeunes           |
| --------------------------- | --------------------------- |
| Votre aide est la bienvenue | Votre aide est la bienvenue |

## Bilan saison par saison
Le tableau suivant retrace le parcours du club depuis la création du championnat de Division 1 en 1974.
| Édition   | Division 1 | Divisions régionales |
| --------- | ---------- | -------------------- |
| 1974-1988 | -          | ...                  |
| 1988-1989 | 9e (Gr. C) | -                    |
| 1989-2013 | -          | ...                  |